# 1292
Portal Geschichte | Portal Biografien | Aktuelle Ereignisse | Jahreskalender | Tagesartikel

◄ |
12. Jahrhundert |
13. Jahrhundert
| 14. Jahrhundert | ►

◄ |
1260er |
1270er |
1280er |
1290er
| 1300er | 1310er | 1320er | ►

◄◄ |
◄ |
1288 |
1289 |
1290 |
1291 |
1292
| 1293 | 1294 | 1295 | 1296 | ► | ►►
Staatsoberhäupter  · Nekrolog
| Januar | Januar | Januar | Januar | Januar | Januar | Januar | Januar |
| Kw     | Mo     | Di     | Mi     | Do     | Fr     | Sa     | So     |
| ------ | ------ | ------ | ------ | ------ | ------ | ------ | ------ |
| 1      |        | 1      | 2      | 3      | 4      | 5      | 6      |
| 2      | 7      | 8      | 9      | 10     | 11     | 12     | 13     |
| 3      | 14     | 15     | 16     | 17     | 18     | 19     | 20     |
| 4      | 21     | 22     | 23     | 24     | 25     | 26     | 27     |
| 5      | 28     | 29     | 30     | 31     |        |        |        |

| Februar | Februar | Februar | Februar | Februar | Februar | Februar | Februar |
| Kw      | Mo      | Di      | Mi      | Do      | Fr      | Sa      | So      |
| ------- | ------- | ------- | ------- | ------- | ------- | ------- | ------- |
| 5       |         |         |         |         | 1       | 2       | 3       |
| 6       | 4       | 5       | 6       | 7       | 8       | 9       | 10      |
| 7       | 11      | 12      | 13      | 14      | 15      | 16      | 17      |
| 8       | 18      | 19      | 20      | 21      | 22      | 23      | 24      |
| 9       | 25      | 26      | 27      | 28      | 29      |         |         |

| März | März | März | März | März | März | März | März |
| Kw   | Mo   | Di   | Mi   | Do   | Fr   | Sa   | So   |
| ---- | ---- | ---- | ---- | ---- | ---- | ---- | ---- |
| 9    |      |      |      |      |      | 1    | 2    |
| 10   | 3    | 4    | 5    | 6    | 7    | 8    | 9    |
| 11   | 10   | 11   | 12   | 13   | 14   | 15   | 16   |
| 12   | 17   | 18   | 19   | 20   | 21   | 22   | 23   |
| 13   | 24   | 25   | 26   | 27   | 28   | 29   | 30   |
| 14   | 31   |      |      |      |      |      |      |

| April | April | April | April | April | April | April | April |
| Kw    | Mo    | Di    | Mi    | Do    | Fr    | Sa    | So    |
| ----- | ----- | ----- | ----- | ----- | ----- | ----- | ----- |
| 14    |       | 1     | 2     | 3     | 4     | 5     | 6     |
| 15    | 7     | 8     | 9     | 10    | 11    | 12    | 13    |
| 16    | 14    | 15    | 16    | 17    | 18    | 19    | 20    |
| 17    | 21    | 22    | 23    | 24    | 25    | 26    | 27    |
| 18    | 28    | 29    | 30    |       |       |       |       |

| Mai | Mai | Mai | Mai | Mai | Mai | Mai | Mai |
| Kw  | Mo  | Di  | Mi  | Do  | Fr  | Sa  | So  |
| --- | --- | --- | --- | --- | --- | --- | --- |
| 18  |     |     |     | 1   | 2   | 3   | 4   |
| 19  | 5   | 6   | 7   | 8   | 9   | 10  | 11  |
| 20  | 12  | 13  | 14  | 15  | 16  | 17  | 18  |
| 21  | 19  | 20  | 21  | 22  | 23  | 24  | 25  |
| 22  | 26  | 27  | 28  | 29  | 30  | 31  |     |

| Juni | Juni | Juni | Juni | Juni | Juni | Juni | Juni |
| Kw   | Mo   | Di   | Mi   | Do   | Fr   | Sa   | So   |
| ---- | ---- | ---- | ---- | ---- | ---- | ---- | ---- |
| 22   |      |      |      |      |      |      | 1    |
| 23   | 2    | 3    | 4    | 5    | 6    | 7    | 8    |
| 24   | 9    | 10   | 11   | 12   | 13   | 14   | 15   |
| 25   | 16   | 17   | 18   | 19   | 20   | 21   | 22   |
| 26   | 23   | 24   | 25   | 26   | 27   | 28   | 29   |
| 27   | 30   |      |      |      |      |      |      |

| Juli | Juli | Juli | Juli | Juli | Juli | Juli | Juli |
| Kw   | Mo   | Di   | Mi   | Do   | Fr   | Sa   | So   |
| ---- | ---- | ---- | ---- | ---- | ---- | ---- | ---- |
| 27   |      | 1    | 2    | 3    | 4    | 5    | 6    |
| 28   | 7    | 8    | 9    | 10   | 11   | 12   | 13   |
| 29   | 14   | 15   | 16   | 17   | 18   | 19   | 20   |
| 30   | 21   | 22   | 23   | 24   | 25   | 26   | 27   |
| 31   | 28   | 29   | 30   | 31   |      |      |      |

| August | August | August | August | August | August | August | August |
| Kw     | Mo     | Di     | Mi     | Do     | Fr     | Sa     | So     |
| ------ | ------ | ------ | ------ | ------ | ------ | ------ | ------ |
| 31     |        |        |        |        | 1      | 2      | 3      |
| 32     | 4      | 5      | 6      | 7      | 8      | 9      | 10     |
| 33     | 11     | 12     | 13     | 14     | 15     | 16     | 17     |
| 34     | 18     | 19     | 20     | 21     | 22     | 23     | 24     |
| 35     | 25     | 26     | 27     | 28     | 29     | 30     | 31     |

| September | September | September | September | September | September | September | September |
| Kw        | Mo        | Di        | Mi        | Do        | Fr        | Sa        | So        |
| --------- | --------- | --------- | --------- | --------- | --------- | --------- | --------- |
| 36        | 1         | 2         | 3         | 4         | 5         | 6         | 7         |
| 37        | 8         | 9         | 10        | 11        | 12        | 13        | 14        |
| 38        | 15        | 16        | 17        | 18        | 19        | 20        | 21        |
| 39        | 22        | 23        | 24        | 25        | 26        | 27        | 28        |
| 40        | 29        | 30        |           |           |           |           |           |

| Oktober | Oktober | Oktober | Oktober | Oktober | Oktober | Oktober | Oktober |
| Kw      | Mo      | Di      | Mi      | Do      | Fr      | Sa      | So      |
| ------- | ------- | ------- | ------- | ------- | ------- | ------- | ------- |
| 40      |         |         | 1       | 2       | 3       | 4       | 5       |
| 41      | 6       | 7       | 8       | 9       | 10      | 11      | 12      |
| 42      | 13      | 14      | 15      | 16      | 17      | 18      | 19      |
| 43      | 20      | 21      | 22      | 23      | 24      | 25      | 26      |
| 44      | 27      | 28      | 29      | 30      | 31      |         |         |

| November | November | November | November | November | November | November | November |
| Kw       | Mo       | Di       | Mi       | Do       | Fr       | Sa       | So       |
| -------- | -------- | -------- | -------- | -------- | -------- | -------- | -------- |
| 44       |          |          |          |          |          | 1        | 2        |
| 45       | 3        | 4        | 5        | 6        | 7        | 8        | 9        |
| 46       | 10       | 11       | 12       | 13       | 14       | 15       | 16       |
| 47       | 17       | 18       | 19       | 20       | 21       | 22       | 23       |
| 48       | 24       | 25       | 26       | 27       | 28       | 29       | 30       |

| Dezember | Dezember | Dezember | Dezember | Dezember | Dezember | Dezember | Dezember |
| Kw       | Mo       | Di       | Mi       | Do       | Fr       | Sa       | So       |
| -------- | -------- | -------- | -------- | -------- | -------- | -------- | -------- |
| 49       | 1        | 2        | 3        | 4        | 5        | 6        | 7        |
| 50       | 8        | 9        | 10       | 11       | 12       | 13       | 14       |
| 51       | 15       | 16       | 17       | 18       | 19       | 20       | 21       |
| 52       | 22       | 23       | 24       | 25       | 26       | 27       | 28       |
| 1        | 29       | 30       | 31       |          |          |          |          |

| Januar | Januar | Januar | Januar | Januar | Januar | Januar | Januar |
| Kw     | Mo     | Di     | Mi     | Do     | Fr     | Sa     | So     |
| ------ | ------ | ------ | ------ | ------ | ------ | ------ | ------ |
| 1      |        | 1      | 2      | 3      | 4      | 5      | 6      |
| 2      | 7      | 8      | 9      | 10     | 11     | 12     | 13     |
| 3      | 14     | 15     | 16     | 17     | 18     | 19     | 20     |
| 4      | 21     | 22     | 23     | 24     | 25     | 26     | 27     |
| 5      | 28     | 29     | 30     | 31     |        |        |        |

| Februar | Februar | Februar | Februar | Februar | Februar | Februar | Februar |
| Kw      | Mo      | Di      | Mi      | Do      | Fr      | Sa      | So      |
| ------- | ------- | ------- | ------- | ------- | ------- | ------- | ------- |
| 5       |         |         |         |         | 1       | 2       | 3       |
| 6       | 4       | 5       | 6       | 7       | 8       | 9       | 10      |
| 7       | 11      | 12      | 13      | 14      | 15      | 16      | 17      |
| 8       | 18      | 19      | 20      | 21      | 22      | 23      | 24      |
| 9       | 25      | 26      | 27      | 28      | 29      |         |         |

| März | März | März | März | März | März | März | März |
| Kw   | Mo   | Di   | Mi   | Do   | Fr   | Sa   | So   |
| ---- | ---- | ---- | ---- | ---- | ---- | ---- | ---- |
| 9    |      |      |      |      |      | 1    | 2    |
| 10   | 3    | 4    | 5    | 6    | 7    | 8    | 9    |
| 11   | 10   | 11   | 12   | 13   | 14   | 15   | 16   |
| 12   | 17   | 18   | 19   | 20   | 21   | 22   | 23   |
| 13   | 24   | 25   | 26   | 27   | 28   | 29   | 30   |
| 14   | 31   |      |      |      |      |      |      |

| April | April | April | April | April | April | April | April |
| Kw    | Mo    | Di    | Mi    | Do    | Fr    | Sa    | So    |
| ----- | ----- | ----- | ----- | ----- | ----- | ----- | ----- |
| 14    |       | 1     | 2     | 3     | 4     | 5     | 6     |
| 15    | 7     | 8     | 9     | 10    | 11    | 12    | 13    |
| 16    | 14    | 15    | 16    | 17    | 18    | 19    | 20    |
| 17    | 21    | 22    | 23    | 24    | 25    | 26    | 27    |
| 18    | 28    | 29    | 30    |       |       |       |       |

| Mai | Mai | Mai | Mai | Mai | Mai | Mai | Mai |
| Kw  | Mo  | Di  | Mi  | Do  | Fr  | Sa  | So  |
| --- | --- | --- | --- | --- | --- | --- | --- |
| 18  |     |     |     | 1   | 2   | 3   | 4   |
| 19  | 5   | 6   | 7   | 8   | 9   | 10  | 11  |
| 20  | 12  | 13  | 14  | 15  | 16  | 17  | 18  |
| 21  | 19  | 20  | 21  | 22  | 23  | 24  | 25  |
| 22  | 26  | 27  | 28  | 29  | 30  | 31  |     |

| Juni | Juni | Juni | Juni | Juni | Juni | Juni | Juni |
| Kw   | Mo   | Di   | Mi   | Do   | Fr   | Sa   | So   |
| ---- | ---- | ---- | ---- | ---- | ---- | ---- | ---- |
| 22   |      |      |      |      |      |      | 1    |
| 23   | 2    | 3    | 4    | 5    | 6    | 7    | 8    |
| 24   | 9    | 10   | 11   | 12   | 13   | 14   | 15   |
| 25   | 16   | 17   | 18   | 19   | 20   | 21   | 22   |
| 26   | 23   | 24   | 25   | 26   | 27   | 28   | 29   |
| 27   | 30   |      |      |      |      |      |      |

| Juli | Juli | Juli | Juli | Juli | Juli | Juli | Juli |
| Kw   | Mo   | Di   | Mi   | Do   | Fr   | Sa   | So   |
| ---- | ---- | ---- | ---- | ---- | ---- | ---- | ---- |
| 27   |      | 1    | 2    | 3    | 4    | 5    | 6    |
| 28   | 7    | 8    | 9    | 10   | 11   | 12   | 13   |
| 29   | 14   | 15   | 16   | 17   | 18   | 19   | 20   |
| 30   | 21   | 22   | 23   | 24   | 25   | 26   | 27   |
| 31   | 28   | 29   | 30   | 31   |      |      |      |

| August | August | August | August | August | August | August | August |
| Kw     | Mo     | Di     | Mi     | Do     | Fr     | Sa     | So     |
| ------ | ------ | ------ | ------ | ------ | ------ | ------ | ------ |
| 31     |        |        |        |        | 1      | 2      | 3      |
| 32     | 4      | 5      | 6      | 7      | 8      | 9      | 10     |
| 33     | 11     | 12     | 13     | 14     | 15     | 16     | 17     |
| 34     | 18     | 19     | 20     | 21     | 22     | 23     | 24     |
| 35     | 25     | 26     | 27     | 28     | 29     | 30     | 31     |

| September | September | September | September | September | September | September | September |
| Kw        | Mo        | Di        | Mi        | Do        | Fr        | Sa        | So        |
| --------- | --------- | --------- | --------- | --------- | --------- | --------- | --------- |
| 36        | 1         | 2         | 3         | 4         | 5         | 6         | 7         |
| 37        | 8         | 9         | 10        | 11        | 12        | 13        | 14        |
| 38        | 15        | 16        | 17        | 18        | 19        | 20        | 21        |
| 39        | 22        | 23        | 24        | 25        | 26        | 27        | 28        |
| 40        | 29        | 30        |           |           |           |           |           |

| Oktober | Oktober | Oktober | Oktober | Oktober | Oktober | Oktober | Oktober |
| Kw      | Mo      | Di      | Mi      | Do      | Fr      | Sa      | So      |
| ------- | ------- | ------- | ------- | ------- | ------- | ------- | ------- |
| 40      |         |         | 1       | 2       | 3       | 4       | 5       |
| 41      | 6       | 7       | 8       | 9       | 10      | 11      | 12      |
| 42      | 13      | 14      | 15      | 16      | 17      | 18      | 19      |
| 43      | 20      | 21      | 22      | 23      | 24      | 25      | 26      |
| 44      | 27      | 28      | 29      | 30      | 31      |         |         |

| November | November | November | November | November | November | November | November |
| Kw       | Mo       | Di       | Mi       | Do       | Fr       | Sa       | So       |
| -------- | -------- | -------- | -------- | -------- | -------- | -------- | -------- |
| 44       |          |          |          |          |          | 1        | 2        |
| 45       | 3        | 4        | 5        | 6        | 7        | 8        | 9        |
| 46       | 10       | 11       | 12       | 13       | 14       | 15       | 16       |
| 47       | 17       | 18       | 19       | 20       | 21       | 22       | 23       |
| 48       | 24       | 25       | 26       | 27       | 28       | 29       | 30       |

| Dezember | Dezember | Dezember | Dezember | Dezember | Dezember | Dezember | Dezember |
| Kw       | Mo       | Di       | Mi       | Do       | Fr       | Sa       | So       |
| -------- | -------- | -------- | -------- | -------- | -------- | -------- | -------- |
| 49       | 1        | 2        | 3        | 4        | 5        | 6        | 7        |
| 50       | 8        | 9        | 10       | 11       | 12       | 13       | 14       |
| 51       | 15       | 16       | 17       | 18       | 19       | 20       | 21       |
| 52       | 22       | 23       | 24       | 25       | 26       | 27       | 28       |
| 1        | 29       | 30       | 31       |          |          |          |          |

## Ereignisse

### Politik und Weltgeschehen

#### Schweizer Habsburgerkriege

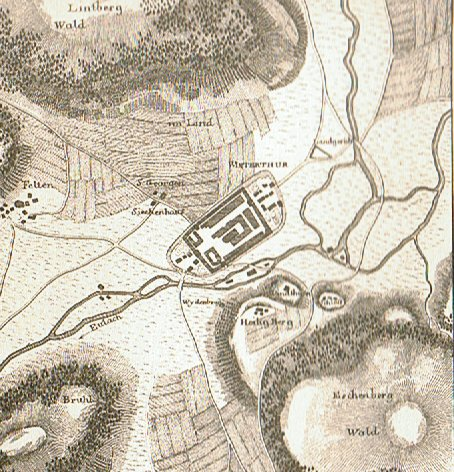
Winterthur 1292

- April: Während der Schweizer Habsburgerkriege erscheint ein Aufgebot der Reichsstadt Zürich vor den Toren der habsburgischen Stadt Winterthur und versucht diese zu erobern.
- Oktober: In der Schlacht bei St. Georgen vor den Toren der Stadt Winterthur besiegt ein habsburgisches Heer das Aufgebot der Zürcher. Als Folge der Niederlage zerbricht das antihabsburgische Bündnis Zürichs mit der Reichsstadt Luzern und den reichsunmittelbaren Ländern Uri und Schwyz.

#### Weitere Ereignisse im Heiligen Römischen Reich
- 5. Mai: Graf Adolf von Nassau wird nach weitgehenden Zugeständnissen an die Kurfürsten zum römisch-deutschen König gewählt und am 24. Juni aufgrund erheblicher Wahlversprechungen an den Kölner Kurfürsten und Erzbischof Siegfried von Westerburg, von denen er nur einen Bruchteil einlösen wird, von diesem in Aachen gekrönt.

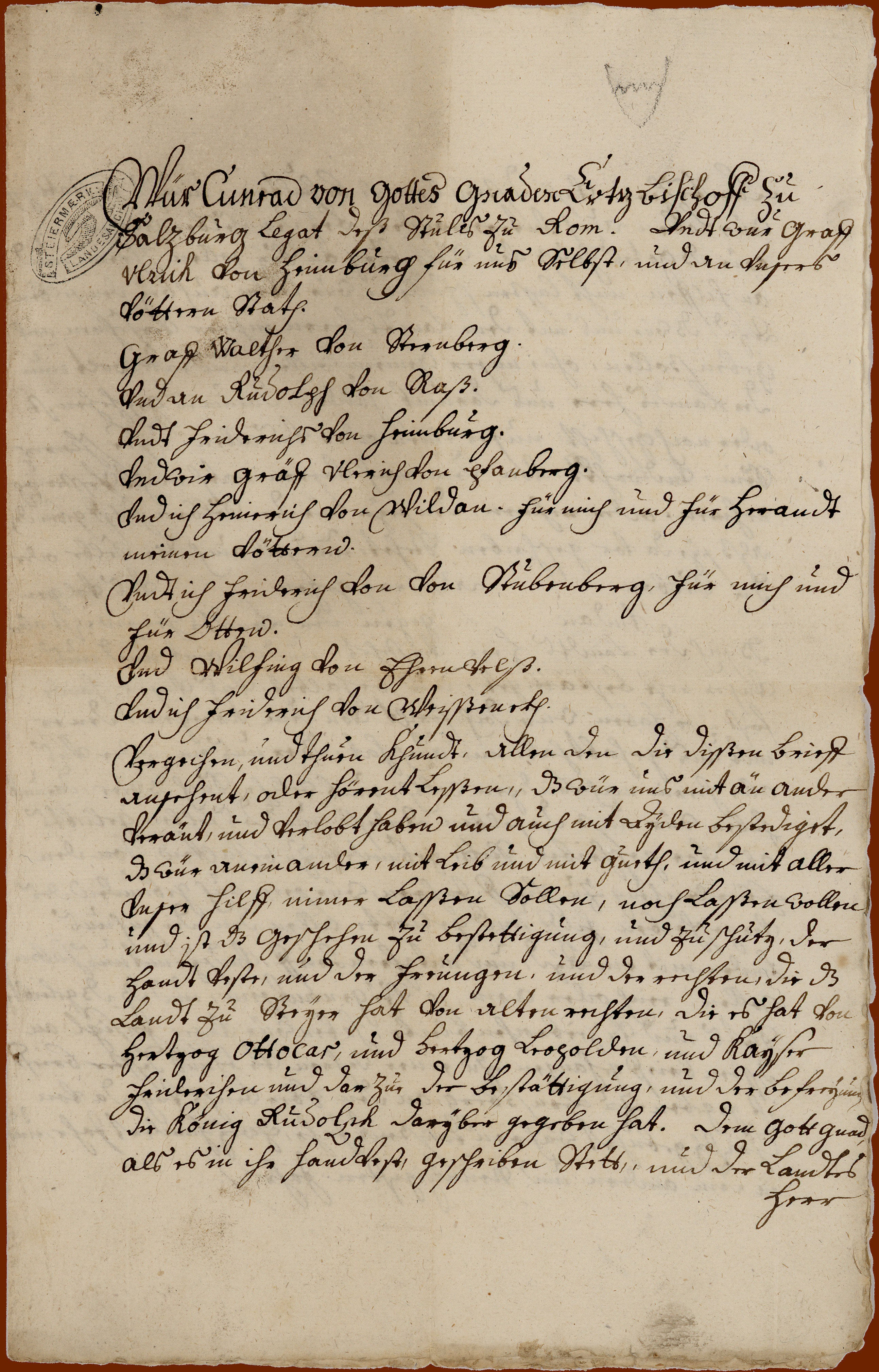
Abschrift der Bundesurkunde: Teilnehmer und Anfang

Mehrere Adelige in der Steiermark verschwören sich gegen Herzog Albrecht I. von Habsburg im Landsberger Bund. Der Aufstand bricht innerhalb zweier Monate zusammen, doch werden die Forderungen der Verschwörer durch den siegreichen Albrecht erfüllt, der sich den Rücken für eine mögliche Königswahl freihalten will.

#### Schottland / England

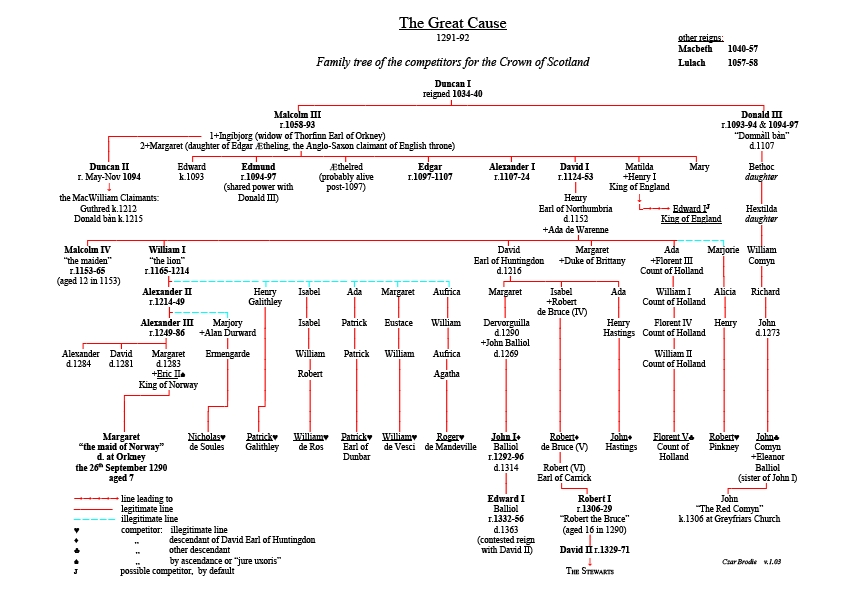
Der Familienstammbaum der 13 Anwärter auf den schottischen Thron

- 17. November: In Schottland wird John Balliol als König durch den englischen König Edward I. eingesetzt. Edward hat Balliol als von den schottischen Guardians bestellter Schiedsrichter aus den 13 Anwärtern auf den schottischen Thron ausgewählt, die nach dem Tod von Königin Margarete vor zwei Jahren Anspruch auf die Krone erhoben haben. John Balliols Anspruch beruht darauf, dass er ein Urururenkel von David I. und somit gemäß der Primogenitur der rechtmäßige Erbe ist. In der Folge behandelt Edward Schottland als englischen Vasallenstaat.

#### Osteuropa
- Der bulgarische Zar Georgi I. Terter verliert seinen Rückhalt im Adel und wird in einer Bojarenverschwörung gestürzt. Er flieht nach Konstantinopel. Mit der Zustimmung von Nogai, dem Khan der Goldenen Horde, wird Smilez zum neuen Zaren gewählt.
- Nach dem Tod von Wachtang II. wird sein Cousin David VIII. aus der Bagratiden-Dynastie Herrscher des Königreichs Georgien. Während seiner Regierungszeit hält er sich wie sein Vorgänger mehr in Täbriz, am Hofe des Il-Khans, als in Tiflis auf.

#### Asien
- Der Mamluken-Sultan Chalil greift das mit den mongolischen Ilchanen gegen ihn verbündete Königreich Kleinarmenien an, wo er nach einmonatiger Belagerung die Burg des armenischen Patriarchen erobert, und stößt tief nach Kilikien vor. Bevor er nach der Eroberung von Hromgla mit einem zweiten Feldzug die kleinarmenische Hauptstadt Sis bedroht, erkauft sich der armenische König Hethum II. Frieden, indem er ihm die Städte Behesni, Marasch und Tel Hamdoun abtritt.

#### Urkundliche Ersterwähnungen
- Erste urkundliche Erwähnung von Busenbach, Lommiswil, Onex, Reichenbach (Waldbronn), Wegefarth und Allerbüttel

### Kultur
- Marco Polo verlässt China und kehrt über die Sunda-Inseln, Vorderindien und Kleinasien nach Venedig zurück.
- Erfolgreicher Kampf der Zünfte gegen die Patrizier in Ulm
- Schloss Kaltenberg wird erbaut.
- 1292/1293: Eine Sammlung von Dantes Jugendlyrik unter dem Titel Vita nuova erscheint in Florenz.

### Religion
- 4. April: Auf den Tod von Papst Nikolaus IV. folgt eine zweijährige Sedisvakanz, verursacht durch eine Epidemie in Rom sowie unüberbrückbare Parteienstreitigkeiten bei der Papstwahl. In dem nach Perugia verlegten, anfangs zwölfköpfigen Wahlgremium stehen sich die als Repräsentanten von Ghibellinentum und Guelfentum verfeindeten römischen Adelsfamilien der Colonna und Orsini gegenüber.
- 13. April: Der Dominikaner Jacobus de Voragine wird in Rom zum Erzbischof von Genua geweiht.
- Pfingsten: Auf dem Generalkapitel der Dominikaner in Rom wird Stephan von Besançon zum 8. Ordensmeister gewählt.
- Die Marienkirche in Berlin wird erstmals erwähnt; sie ist die zweitälteste Kirche der Stadt nach der Nikolaikirche.
- Bernhard Gui lehrt Theologie in Albi.
- Aegidius Romanus wird Generalprior der Augustiner-Eremiten.

### Natur und Umwelt
- Deutschland: milder Winter

## Geboren

### Geburtsdatum gesichert
- 20. Januar: Elisabeth, letzte Angehörige des böhmischen Herrschergeschlechts der Přemysliden († 1330)
- 29. Januar: Ibn Qaiyim al-Dschauzīya, hanbalitischer Gelehrter († 1350)
- 24. Juni: Otto, Herzog von Braunschweig-Lüneburg und Göttingen († 1344)
- 1. August: John Marshal, 2. Baron Marshal, englischer Adliger und erblicher Marshal of Ireland († 1316)

### Genaues Geburtsdatum unbekannt
- Oktober: Eleanor de Clare, englische Adelige († 1337)
- Oktober: Margaret de Clare, englische Adelige († 1342)
- Henry Burghersh, englischer Lordkanzler und Erzbischof von Canterbury († 1340)
- Dölpopa Sherab Gyeltshen, Person des tibetischen Buddhismus († 1361)
- Heinrich IV., Herzog von Glogau († 1342)
- Elisenda de Montcada, Königin von Aragon († 1364)
- Stjepan II. Kotromanić, Ban von Bosnien († 1353)
- Richard von Wallingford, englischer Mathematiker, Astronom und Abt († 1336)
- Takeda Nobutake, japanischer Politiker († 1359)

### Geboren um 1292
- 1285/1292: Étienne bzw. Stephan Aubert, unter dem Namen Innozenz VI. Papst († 1362)
- Thomas Charlton, Lordkanzler und Bischof von Hereford († 1344)
- Johann Očko von Wlašim, Bischof von Olmütz und Erzbischof von Prag († 1380)
- nach: William Zouche, Erzbischof von York († 1352)

## Gestorben

### Todesdatum gesichert
- 8. Januar: Berta von Arnsberg, Äbtissin des Stifts Essen
- 10. Januar: Konrad von Himberg, Bischof von Chiemsee
- 8. Februar: Wilhelm VII., Markgraf von Montferrat
- 15. März: Thomas II., Bischof von Breslau
- 4. April: Nikolaus IV., Papst (* 1227)
- 16. April: Thibaud Gaudin, Großmeister der Templer
- 2. Mai: Konrad II., Herzog von Teck (* um 1235)
- 2. Juni: Rhys ap Maredudd, Fürst von Deheubarth (* um 1250)
- 12. Juni: Johann II. von Brienne, Graf von Eu
- 24. Juli: Kinga, ungarische Prinzessin, Herzogin der polnischen Teilherzogtümer Sandomir und Krakau, Heilige der katholischen Kirche (* 1224)
- 20. oder 21. September: Johann von Brandenburg, Bischof von Havelberg (* um 1263)
- 30. September: Wilhelm I., Herzog von Braunschweig-Wolfenbüttel (* 1270)
- 14. Oktober: Johann von Flandern, Bischof von Metz und Bischof von Lüttich
- 25. Oktober: Robert Burnell, Lordkanzler von England und Bischof von Bath und Wells
- 8. Dezember: Johannes Peckham, englischer Theologe (* um 1220/25)
- 14. Dezember: Edmund von Werth, Priester des Deutschen Ordens und Bischof des Bistums Kurland (* um 1232)

### Genaues Todesdatum unbekannt
- Gertrud von Hackeborn, deutsche Zisterzienserin und Äbtissin des Klosters Helfta (* 1232)
- Johanna von Châtillon, Gräfin der Grafschaften Blois, Chartres, Dunois und Herrin von Guise (* 1258)
- Marjorie, Countess of Carrick, Mutter des schottischen Königs Robert I. (* 1256)
- Hugh de Plessis, englischer Adeliger (* zwischen 1234 und 1242)
- Wachtang II., König von Georgien

### Gestorben um 1292
- um 1292 oder 1294: Roger Bacon, englischer Franziskaner und Philosoph, gilt als einer der ersten Verfechter empirischer Methoden (* um 1214 oder 1219)